# Värmlandsfilm
Värmlandsfilm var ett filmproduktionsbolag i Kristinehamn.
Värmlandsfilm grundades av Gustaf Edgren 1922, delvis med hans eget kapital, från detta lokala filmbolag skulle det under de följande åren komma en rad filmer. I flertalet av dessa filmer engagerade Edgren lokala skådespelare från amatörteatern i Kristinehamn. En av amatörskådespelarna, Fridolf Rhudin, skulle bli en enastående publikattraktion och göra en lysande karriär som filmkomiker.

## Filmografi
- 1926 - Hon, Han och Andersson
- 1925 - Styrman Karlssons flammor
- 1925 – Skeppargatan 40
- 1924 – Trollebokungen
- 1923 – Närkingarna
- 1922 – Fröken på Björneborg